# Canadian Open 2016 - Qualificazioni singolare maschile
Le qualificazioni del singolare maschile del Canadian Open 2016 sono state un torneo di tennis preliminare per accedere alla fase finale della manifestazione. I vincitori dell'ultimo turno sono entrati di diritto nel tabellone principale. In caso di ritiro di uno o più giocatori aventi diritto a questi sono subentrati i lucky loser, ossia i giocatori che hanno perso nell'ultimo turno ma che avevano una classifica più alta rispetto agli altri partecipanti che avevano comunque perso nel turno finale.

## Teste di serie
1. Yūichi Sugita (spostato nel tabellone principale)
2. Radek Štěpánek (qualificato)
3. Tim Smyczek (qualificato)
4. Dennis Novikov (qualificato)
5. Austin Krajicek (ultimo turno)
6. Miša Zverev (ultimo turno)
7. Vincent Millot (primo turno)

1. Saketh Myneni (ultimo turno)
2. Jared Donaldson (qualificato)
3. Samuel Groth (primo turno)
4. Ryan Harrison (qualificato)
5. Alejandro González (qualificato)
6. Matthew Barton (primo turno)
7. James Duckworth (ultimo turno)

## Qualificati
1. Alejandro González
2. Radek Štěpánek
3. Tim Smyczek
4. Dennis Novikov

1. Emilio Gómez
2. Ryan Harrison
3. Jared Donaldson

## Tabellone

### Legenda
| - Q = Qualificato - WC = Wild card - LL = Lucky loser | - ALT = Alternate - SE = Special Exempt - PR = Protected Ranking | - w/o = Walkover - r = Ritirato - d = Squalificato |

### Sezione 1
|  | Primo turno | Primo turno        | Primo turno        | Primo turno | Primo turno |  |  | Ultimo turno | Ultimo turno       | Ultimo turno       | Ultimo turno | Ultimo turno |  |
|  |             |                    |                    |             |             |  |  |              |                    |                    |              |              |  |
|  | Alt         | Kelsey Stevenson   | Kelsey Stevenson   | 2           | 2           |  |  |              |                    |                    |              |              |  |
|  |             | Philip Bester      | Philip Bester      | 6           | 6           |  |  |              | Philip Bester      | Philip Bester      | 1            | 64           |  |
|  | WC          | Benjamin Sigouin   | Benjamin Sigouin   | 62          | 4           |  |  | 12           | Alejandro González | Alejandro González | 6            | 7            |  |
|  | 12          | Alejandro González | Alejandro González | 7           | 6           |  |  |              |                    |                    |              |              |  |

### Sezione 2
|  | Primo turno | Primo turno    | Primo turno    | Primo turno | Primo turno |  |  | Ultimo turno | Ultimo turno   | Ultimo turno | Ultimo turno | Ultimo turno |  |
|  |             |                |                |             |             |  |  |              |                |              |              |              |  |
|  | 2/Alt       | Radek Štěpánek | Radek Štěpánek | 6           | 7           |  |  |              |                |              |              |              |  |
|  | Alt         | Brayden Schnur | Brayden Schnur | 4           | 6           |  |  | 2/Alt        | Radek Štěpánek | 7            | 65           | 6            |  |
|  | Alt         | Fabrice Martin | Fabrice Martin | 62          | 2           |  |  | 8            | Saketh Myneni  | 65           | 7            | 4            |  |
|  | 8           | Saketh Myneni  | Saketh Myneni  | 7           | 6           |  |  |              |                |              |              |              |  |

### Sezione 3
|  | Primo turno | Primo turno      | Primo turno      | Primo turno | Primo turno |  |  | Ultimo turno | Ultimo turno | Ultimo turno | Ultimo turno | Ultimo turno |  |
|  |             |                  |                  |             |             |  |  |              |              |              |              |              |  |
|  | 3           | Tim Smyczek      | Tim Smyczek      | 6           | 6           |  |  |              |              |              |              |              |  |
|  | WC          | Jack Mingjie Lin | Jack Mingjie Lin | 1           | 3           |  |  | 3            | Tim Smyczek  | 7            | 4            | 7            |  |
|  |             | James McGee      | 6                | 3           | 6           |  |  |              | James McGee  | 5            | 6            | 5            |  |
|  | 10          | Samuel Groth     | 3                | 6           | 3           |  |  |              |              |              |              |              |  |

### Sezione 4
|  | Primo turno | Primo turno           | Primo turno           | Primo turno | Primo turno |  |  | Ultimo turno | Ultimo turno    | Ultimo turno | Ultimo turno | Ultimo turno |  |
|  |             |                       |                       |             |             |  |  |              |                 |              |              |              |  |
|  | 4           | Dennis Novikov        | 4                     | 6           | 6           |  |  |              |                 |              |              |              |  |
|  |             | Alejandro Falla       | 6                     | 4           | 3           |  |  | 4            | Dennis Novikov  | 6            | 0            | 7            |  |
|  |             | Félix Auger-Aliassime | Félix Auger-Aliassime | 5           | 63          |  |  | 14           | James Duckworth | 4            | 6            | 65           |  |
|  | 14          | James Duckworth       | James Duckworth       | 7           | 7           |  |  |              |                 |              |              |              |  |

### Sezione 5
|  | Primo turno | Primo turno     | Primo turno     | Primo turno | Primo turno |  |  | Ultimo turno | Ultimo turno    | Ultimo turno    | Ultimo turno | Ultimo turno |  |
|  |             |                 |                 |             |             |  |  |              |                 |                 |              |              |  |
|  | 5           | Austin Krajicek | Austin Krajicek | 6           | 7           |  |  |              |                 |                 |              |              |  |
|  |             | Michael Mmoh    | Michael Mmoh    | 3           | 64          |  |  | 5            | Austin Krajicek | Austin Krajicek | 4            | 68           |  |
|  |             | Emilio Gómez    | Emilio Gómez    | 7           | 7           |  |  |              | Emilio Gómez    | Emilio Gómez    | 6            | 7            |  |
|  | 13          | Matthew Barton  | Matthew Barton  | 63          | 5           |  |  |              |                 |                 |              |              |  |

### Sezione 6
|  | Primo turno | Primo turno   | Primo turno   | Primo turno | Primo turno |  |  | Ultimo turno | Ultimo turno  | Ultimo turno | Ultimo turno | Ultimo turno |  |
|  |             |               |               |             |             |  |  |              |               |              |              |              |  |
|  | 6           | Miša Zverev   | Miša Zverev   | 6           | 6           |  |  |              |               |              |              |              |  |
|  | WC          | Pavel Krainik | Pavel Krainik | 2           | 0           |  |  | 6            | Miša Zverev   | 7            | 3            | 3            |  |
|  |             | Sam Barry     | Sam Barry     | 65          | 5           |  |  | 11           | Ryan Harrison | 5            | 6            | 6            |  |
|  | 11          | Ryan Harrison | Ryan Harrison | 7           | 7           |  |  |              |               |              |              |              |  |

### Sezione 7
|  | Primo turno | Primo turno          | Primo turno          | Primo turno | Primo turno |  |  | Ultimo turno | Ultimo turno    | Ultimo turno    | Ultimo turno | Ultimo turno |  |
|  |             |                      |                      |             |             |  |  |              |                 |                 |              |              |  |
|  | 7           | Vincent Millot       | Vincent Millot       | 65          | 2           |  |  |              |                 |                 |              |              |  |
|  |             | Amir Weintraub       | Amir Weintraub       | 7           | 6           |  |  |              | Amir Weintraub  | Amir Weintraub  | 4            | 3            |  |
|  | WC          | Christian Lakoseljac | Christian Lakoseljac | 1           | 1           |  |  | 9            | Jared Donaldson | Jared Donaldson | 6            | 6            |  |
|  | 9           | Jared Donaldson      | Jared Donaldson      | 6           | 6           |  |  |              |                 |                 |              |              |  |